# Vampire: The Masquerade — Bloodlines 2
Vampire: The Masquerade — Bloodlines 2 — будущая компьютерная игра в жанрах Action/RPG и immersive sim; её издателем должна выступить Paradox Interactive. Игра является продолжением Vampire: The Masquerade — Bloodlines; её действие происходит в том же вымышленном Мире Тьмы, где рядом с людьми и втайне от них существуют вампиры, оборотни и другие фантастические существа. Игра была анонсирована на конференции Game Developers Conference в марте 2019 года. Разработка Bloodlines 2 была связана со множеством проблем и скандалов — первоначально над проектом работала студия Hardsuit Labs, и в разработке принимали участие Брайан Мицода и Крис Авеллон, но в 2019-2020 годах студия уволила ключевых разработчиков, включая и Мицоду, и руководителя проекта Мартина Каая-Клуни. В 2021 году компания-издатель Paradox Interactive разорвала отношения с Hardsuit Labs и передала проект другой студии The Chinese Room, которая перезапустила разработку, изменив и геймплей, и сюжет будущей игры. Выход игры намечен на 22 октября 2025 года.

## Игровой процесс
Игрок управляет персонажем-вампиром в открытом мире. Мир Bloodlines 2 состоит из отдельных локаций, представляющих районы Сиэтла — они не так велики, как открытые миры в других играх, но в рамках локации герой может передвигаться свободно, в том числе и по вертикали: забираться на здания по трубам и пожарным лестницам, перепрыгивать с крыши на крышу. Высокие прыжки и способность парить в воздухе позволяют мчаться к цели, не касаясь земли, наподобие игры Mirror’s Edge. Вампир может падать на землю с какой угодно высоты, не получая урона. 
В начале игрок должен выбрать один из нескольких вампирских кланов, и выбор сильно влияет на прохождение игры. Выбор клана влияет на то, какие умения проще открыть игроку: навыки родного клана открываются лишь за очки опыта, а чужим умениям можно научиться лишь у представителей других кланов через дополнительную «кровавую пошлину» — вампиры могут перенимать способности сородичей через их кровь. 
С помощью крови смертных людей можно восстанавливать потерянное здоровье и перезаряжать вампирские умения-«дисциплины». Вампир не становится более голодным со временем — это не симулятор выживания, и постоянно пить кровь не приходится. Система «резонанса» вознаграждает игрока, если персонаж, чью кровь пьет вампир, испытывает определённую эмоцию — в зависимости от клана, к которому принадлежит вампир, это может быть страх, гнев или похоть. Так, вампиры клана Тореадор могут соблазнить потенциальную жертву, прежде чем увести её в тёмный переулок и выпить кровь. Питье крови жертв в таком «возбуждённом» состоянии дает особые очки для открытия новых вампирских дисциплин. В сражениях вампир может быстро выпить кровь ослабленного противника, хотя в этот момент персонаж становится уязвимым для других врагов. Игрок должен соблюдать правила вампирского Маскарада и не демонстрировать сверхчеловеческие силы на глазах у смертных людей — если шкала нарушений заполнится до предела, героя убьют другие вампиры, вонзив ему кол в сердце. 
Сражения в Bloodlines 2 выполнены с упором на рукопашный бой от первого лица — её боевая система напоминает beat ’em up. У героя есть набор ударов, в том числе удары в прыжке и подкате; быстрый «рывок» служит и уворотом, и модификатором для ударов, позволяющим, например, превратить хук в пинок. В отличие от предыдущей игры, протагонист Bloodlines 2 не может напрямую размахивать оружием вроде бейсбольных бит и дробовиков, но может использовать телекинез, чтобы выхватывать оружие врагов и использовать против них — вырванное у врага огнестрельное оружие при этом стреляет. Вампир гораздо быстрее и подвижнее, чем его противники, и должен в бою быстро перемещаться от одной цели к другой, на лету принимая тактические решения. Часть повествования раскрывается через флэшбеки — воспоминания второго персонажа Фабьена о прошлом: это тоже игровые сегменты, но ориентированные на диалоги и поиск информации, а не сражения. 

## Сюжет
Действие игры происходит в Сиэтле зимой, незадолго до Рождества. Главный герой игры — могучий старый вампир Фаир Кочевник (англ. Phyre the Nomad), пробудившийся после вековой спячки-«торпора». Игрок может выбрать для Фаира пол — мужчина это или женщина — и стартовый клан. Внешность Фаира жестко задана для каждого пола. В соответствии с правилами вампирского общества Фаир автоматически получает от современных вампиров статус «старейшины», хотя окружающий мир для него в новинку. Пока Фаир спал, кто-то поставил на его руке таинственный символ, ограничивающий способности «старейшины» — это делает его слабее, и Фаиру нужно найти способ снять проклятие. За прошедшие со времён первой игры годы человеческая «Вторая Инквизиция» под руководством Ватикана сильно проредила вампирское подполье. В нём царит хаос — вампирский князь Сиэтла был недавно убит, и в городе происходят другие убийства. Фабьен, второй главный герой игры, детектив из безумного клана Малкавиан, тоже был убит, но его дух продолжает жить в голове Фаира — Фабьен комментирует происходящее и даёт старейшине советы, надеясь раскрыть свою собственную смерть.

## Разработка
Руководитель Paradox Interactive Фред Вестер в разные годы заявлял в интервью, что его компания рано или поздно займётся созданием сиквела, «когда настанет нужное время», и что разработка Bloodlines 2 — «очевидный выбор» для его компании. По воспоминаниям Мартина Каая-Клуни, креативного директора студии Hardsuit Labs, в 2015 году, узнав, что Paradox Interactive приобрела права на Мир Тьмы, он немедленно направился в офис Paradox и предложил подать заявку на финансирование Bloodlines 2. Каай-Клуни и Брайан Мицода, дизайнер и сценарист Vampire: The Masquerade — Bloodlines, были старыми друзьями, и Каай-Клуни немедленно привлёк Мицоду к проекту; по рассказу Каая-Клуни на Game Developers Conference, они собрались у Мицоды дома и в течение одного дня наметили сюжет и персонажей будущей игры. Мицода занял место главного нарративного дизайнера проекта. По его словам, игра должна была сохранить настроение оригинала — «смесь нуара, личной драмы, политических интриг и юмора». Сиэтл был выбран в качестве места действия игры как средоточие конфликтов, идущих в мире игры повсеместно — как это формулировал Каай-Клуни, «между традицией и прогрессом, между страстью к деньгам и страстью к творчеству…». Рик Шафер, композитор оригинальной игры, также вернулся к работе над сиквелом, написав для Bloodlines 2 больше часа музыки. Над сценарием игры также некоторое время работал Крис Авеллон; по словам Авеллона, у него «чуть кровь не пошла из носа», когда его пригласили помочь с игрой. В 2020 году на фоне связанного с именем Авеллона скандала — его обвиняли в сексуальных домогательствах — компания Paradox заявила, что участие Авеллона в работе над игрой было очень кратким, и что к этому времени ничто из написанного им для Bloodlines 2 в игре уже не осталось. Согласно самому Авеллону, он работал над проектом два с половиной года в 2016—2018 годах, и он подозревает, что его привлекли «для солидности», поскольку Hardsuit Labs раньше не делала ролевые игры.
В феврале 2019 года, незадолго до официального анонса, компания-издатель Paradox Interactive запустила игру в альтернативной реальности под названием Tender, имитирующую сервис для знакомств наподобие Tinder и намекающий на связь со вселенной Vampire: The Masquerade. Bloodlines 2 была анонсирована на конференции Game Developers Conference 2019 в Сан-Франциско. В соответствии с представленной на Game Developers Conference демоверсией, главный герой игры по версии Hardsuit Labs должен был быть «слабокровным» вампиром (англ. Thinblood) – он стал таким во время массового обращения людей в вампиров и обладал бы лишь слабыми сверхъестественными способностями. В начале игры главный герой должен был предстать перед судом вампиров и стать причиной войны между вампирскими кланами; чтобы выжить, он должен был присоединиться к одному из кланов, разобравшись в системе вампирских альянсов. Отшельник по имени Дейл Талли должен был помочь герою освоиться в мире вампиров. Основу геймплея должен был составлять ближний бой от первого лица. Каай-Клуни отмечал, что Bloodlines 2 больше приближена к жанру immersive sim, чем предыдущая игра: с его точки зрения, Bloodlines, несмотря на принадлежность к Action/RPG, стала образцом для immersive sim, и появление в Bloodlines 2 элементов, более характерных для игр наподобие Dishonored — не заимствование, но возвращение к корням.
Выход игры несколько раз переносился: первоначально предполагалось выпустить её в первом квартале 2020 года, потом — «позже в 2020 году», и ещё позже — в 2021 году. В августе 2020 года компании Paradox Interactive и Hardsuit Labs объявили, что приняли совместное решение уволить и Каая-Клуни, и Мицоду и дорабатывать игру без них. Мицода в письме для сайта Rock, Paper, Shotgun выразил свое разочарование и негодование — он потратил больше пяти лет на игру и не считал, что переносы в 2020 году как-то связаны с работой именно сценарного отдела; решение перенести выход игры на более поздний срок было принято без его участия. Вместо Каая-Клуни и Мицоды к проекту на должность «креативного консультанта» присоединился опытный разработчик Александер Мандрика. В феврале 2021 года Paradox объявила о передаче разработки игры от Hardsuit Labs другой, неназванной студии; это также означало, что выход игры откладывается на неопределённый срок. По мнению авторов расследования, опубликованного на сайте RPGNuke в сентябре 2021 года, Hardsuit Labs, получая от Paradox Interactive стабильное финансирование на разработку, параллельно оказывала многочисленные услуги по аутсорсингу, нанимала и увольняла многочисленных специалистов, не имевших отношения к Bloodlines 2 — это привело к задержкам и в итоге недоверию со стороны издателя.
В сентябре 2023 года Paradox Interactive объявила нового разработчика — студию The Chinese Room — и предполагаемую дату выхода игры — осень 2024 года. Вице-президент Paradox Шон Грини, отвечающий за проекты по «Миру Тьмы», заявлял, что Hardsuit Labs делала «прекрасную работу», но студия не сходилась с издателем в видении того, какой должна быть будущая игра; в конечном счете Paradox была вынуждена прекратить сотрудничество с Hardsuit Labs и искать другую, более близкую по духу студию. The Chinese Room сохранила часть наработок предшественников — в том числе общие темы игры, Сиэтл как место действия, работы художников — но решилась переделать и геймплей, и сюжет игры. Игра была перенесена с Unreal Engine 4 на более новый игровой движок Unreal Engine 5. В августе 2024 года выход игры был перенесён на первую половину 2025 года. В марте 2025 года Paradox Interactive перенесла выход Bloodlines 2 на октябрь 2025 года. Игра должна выйти 21 октября 2025 года.